# Quirino (Isabela)
Quirino (Bayan ng Qurino) es un municipio filipino de cuarta categoría perteneciente a  la provincia de La Isabela en la Región Administrativa de Valle del Cagayán, también denominada Región II.

## Geografía
Tiene una extensión superficial de 126.20 km² y según el censo del 2007, contaba con una población de 21.192 habitantes y 4.178 hogares; 22.2854 habitantes el día primero de mayo de 2010

### Barangayes
Quirino se divide administrativamente en 21 barangayes o barrios, 20 de  carácter rural y solamente uno, Santa Lucía, de carácter urbano.
| - Binarzang - Cabaruán - Camaal - Dolores - Luna - Manaoag - Rizal - San Isidro - San Jose - San Juan - San Mateo | - San Vicente - Santa Catalina - Santa Lucía (Población) - Santiago - Santo Domingo - Sinait - Suerte - Villa Bulusan - Villa Miguel (Ugak) - Vintar |

## Política
Su Alcalde (Mayor) es Jossie María Bella L. Juan.

## Historia
Municipio creado el 17 de junio de 1967 quedando  formado su término por terrenos segregados de los municipios de  Ilagan, Roxas de Isabela y Gamu:
De Ilagan proceden los barrios de Santa Lucía, San Mateo, Santo Domingo, Santiago, Manaoag, Vintar, Dolores y San José.
De Roxas, el barrio y sitio de Camaal.
De Gamu los barrios y sitios de Luna, Suerte, San Juan, Binarsang, Santa Catalina, Cabaruan y Sinait.
La sede del gobierno del nuevo municipio será un sitio ubicado entre los barrios de Santa Lucía de Ilagan, y de la Luna de Gamu.

"...From the junction of the Mallig River and Cagayan River, running southwest along the center of Siffu River, towards Roxas until it reaches a point about 5.50 kilometers from the national highway (Calao- Enrile Road); running due north until it reaches the Mallig River; running eastward along the center of Mallig River until it reaches the existing boundary line of Ilagan, Mallig, and Magsaysay; following the existing boundary line of Mallig and Ilagan, and the boundary line of Magsaysay and Tumauini up to the point of beginning..."
REPUBLIC ACT NO. 4901